# National Freedom Party
Die National Freedom Party (NFP; deutsch etwa: „Nationale Freiheitspartei“) ist eine Partei in Südafrika.

## Geschichte
Die NFP wurde am 25. Januar 2011 von Zanele kaMagwaza-Msibi und anderen ehemaligen Mitgliedern der von Zulu dominierten Inkatha Freedom Party (IFP) gegründet. Erste Vorsitzende wurde kaMagwaza-Msibi, die zuvor fünf Jahre IFP-Vorsitzende gewesen war. Bei den Kommunalwahlen 2011 erhielt die Partei landesweit 2,4 %, in KwaZulu-Natal 10,4 %.
Zu den Parlamentswahlen 2014 trat die Partei mit kaMagwaza-Msibi als Spitzenkandidatin an. Sie erhielt landesweit 1,57 % der Stimmen – vor allem zu Lasten der IFP – und damit sechs der 400 Sitze der Nationalversammlung. In der Provincial Legislature von KwaZulu-Natal erhielt sie einen Sitz, im National Council of Provinces somit den Sitz eines Sonderdelegierten. Ihr Ziel, in KwaZulu-Natal die offizielle Opposition zu stellen, erreichte die NFP jedoch nicht. Zu den Kommunalwahlen 2016 wurde die Partei wegen fehlender Zahlungen nicht zugelassen. Bei den Wahlen in Südafrika 2019 verlor die NFP einen Großteil ihrer Stimmen und erreichte nur noch zwei Sitze im nationalen Parlament und einen Sitz in der Provinzversammlung von KwaZulu-Natal.

## Programm und Organisation
Die NFP bekennt sich zur südafrikanischen Verfassung und strebt gemäß ihrem Programm die wirtschaftliche Stärkung (empowerment) der Südafrikaner sowie eine „sinnvolle Ausführung der Dienstleistungen“ an.
Der Sitz der NFP ist Durban. Auch außerhalb KwaZulu-Natals unterhält die NFP Provinzvertretungen. Es gibt eine NFP-Frauenorganisation (NFP Women’s Movement) und eine Jugendorganisation (NFP Youth Movement). Die Parteifarbe ist orange.